# Tranebjerg Kirkelade
Tranebjerg Kirkelade er bygget omkring 1350 som tiendelade for Tranebjerg Kirke, som den er nabo til. Laden, som er muret og med tegltag, er fredet i 1964 og en bevaringsdeklaration er udfærdiget i 1978. Kirkeladen er en af Danmarks bedst bevarede tiendelader og tilhørte til 1960 Brattingsborg.